# 尼乌芬
尼乌芬是荷兰南荷兰省的一个镇，2007年成为新科普的一部分。